# Birger Lindblad
Birger Lindblad, född den 30 augusti 1861 i Askersund, död den 5 oktober 1950 i Stockholm, var en svensk militär. 
Lindblad blev underlöjtnant vid Nerikes regemente 1881 och löjtnant där 1888. Han genomgick Krigshögskolan 1884–1886 och var 1895–1901 regementskvartermästare vid Livregementet till fot, där han blev kapten 1898 och major 1908. Lindblad befordrades till överstelöjtnant vid Södermanlands regemente 1912 och övergick som sådan till reserven 1916. Han beviljades avsked 1926. Lindblad var tjänsteman i Sveriges privatanställdas pensionskassa 1917–1929 och i Svenska personalpensionskassan 1929–1931. Han blev riddare av Svärdsorden 1902.
Birger Lindblad var gift med Sara Waldenström (1871–1950), dotter till borgmästaren Hugo Waldenström, samt far till Ragnar, Bertil och Tord Lindblad. Han var bror till Ernst Lindblad. Makarna Lindblad är gravsatta på Norra kyrkogården i Askersund.